# ショッカー戦闘員
- 仮面ライダーシリーズ
  - 仮面ライダー > ショッカー > ショッカー戦闘員
  - 仮面ライダーシリーズ登場怪人一覧 > 仮面ライダーシリーズ第1期登場怪人一覧 > ショッカー戦闘員

ショッカー戦闘員（ショッカーせんとういん）は、特撮テレビドラマシリーズ「仮面ライダーシリーズ」の作品に登場する架空のキャラクターである。
ここでは、大ショッカー戦闘員やスーパーショッカー戦闘員など、派生作品での別名称のキャラクターについても解説する。

## 概要
ショッカー怪人による指揮下で作戦の実行にあたる、ショッカーの最下級の構成員。現場での作戦行動や仮面ライダーへの集団攻撃を、ほぼ毎回担当している。劇中での扱われようは下っ端でしかないが、作品を構成する重要なキャラクターであり、『仮面ライダー』に詳しくない人たちは戦闘員の名前を「ショッカー」と認識していることもある。
「イーッ」という独特の掛け声で知られる。当初の掛け声は「トオー」だったが、演じる大野剣友会の若いメンバーには腹に力を入れた発声が難しかったため、アフレコ中に山下啓介がたまたま叫んだ「イーッ」という声をミキシングの太田克己が採用し、一般化した。機材や予算が不足する状況では仕上げの際に効果音をつけることもできなかったため、剣友会のメンバーに「とにかく出てきたら『キェー』って言ってくれ」と頼んでいたと太田は語っている。また、声優の沢りつおは「声のアイディもこっちからこうやったら面白いんじゃないか、と言った覚えがある」と述べているが、「昔のことであるしアイデアも皆で出し合ったものだから確かではない」と付け加えている。当時の児童向けの説明では、お互いに元気づけるための掛け声とされた。
なお、無名時代にライダーマンなどのスーツアクターを担当していたことでも知られる俳優の唐沢寿明が後年に明かしたところによれば、ショッカー戦闘員のスーツはかなり薄手のタイツであり、サポーターはラインが出てしまうので着用できなかったため、真冬は身体を動かして温めるしかなかったという。

## 各作品でのショッカー戦闘員

### 『仮面ライダー』
第1話から第52話までは、赤黒に模様分けしたタイツコスチュームのリーダーである赤戦闘員と、黒いタイツコスチュームの最下級構成員である黒戦闘員が登場した。戦闘員も改造人間であるが、製造法は「人体を特別な液につける」という簡単なものである。また、別の設定では人間の細胞を培養して造る合成人間とされる。名前はナンバーで呼ばれており、基本的に消耗品扱いである。初期は怪人との連携攻撃を行うこともあったが、任務の失敗による粛清や怪人の能力の実験台として殺される者も多い。また、所属先の怪人が殺されると、戦闘員は運命を共にするかのように怪人と同様の消滅を余儀なくされる。
番組開始当初はベレー帽を着用して素顔に指揮官の怪人に合わせたペイントを施していたが、監督の折田至の発案で途中からアイマスクを被るようになった。2号の登場後はベレー帽を廃し、指揮官の怪人のマークを描いた覆面を被るようになったが、第14話のメキシコ支部にはベレー帽の赤戦闘員が存在する。
また、作品初期は各怪人に専属するという設定であり、その区別のために胸や額にその怪人を模したマークが付けられていた。死神博士編に入ると、額のマークは鷲を象ったショッカー汎用マークに統一される。作中の描写としても、普通の人間の恰好をした者が覆面を被っていることになっており、本郷や滝が戦闘員から覆面を奪い取って変装する場合もあった。
第15話で捕虜となった黒戦闘員のように、秘密漏洩を防ぐ目的で会話能力をオミットされている個体が存在する。
ショッカー壊滅後、生き残っていた戦闘員は新たな組織のゲルショッカーには不要と見なされ、第80話で同組織のガニコウモルとゲルショッカー戦闘員によって全員が粛清された。
ショッカー戦闘員も常人以上に強化されており、怪人の補佐、機械操作、通信、拉致、調査などを決行している。しかし、仮面ライダーに対しては非力であり、滝和也や立花藤兵衛など、格闘技などで常人以上の能力を持つ者には倒されることがある。
なお、白戦闘員としてショッカーに協力を強いられていたが、仮面ライダーの助けによって市井に戻った科学者の例もある。
児童誌などの分類は下記のようになっている。名称なども児童誌からの出典に基づいているが、劇中では明確な分類はされていない。
ベレー帽戦闘員
旧1号時代の戦闘員。第1話 - 第14話に登場。
リーダーである赤いタイツの赤戦闘員を筆頭に黒タイツの黒戦闘員で構成されている。ベレー帽の下は素顔に染料でメイクを行ったもの。各怪人の特徴によってメイクと胸のエンブレムが異なる。書籍『仮面ライダー1971-1984』では、「人間の3倍の戦闘力を持つ」と記述されている。
メイクのデザインは美術の高橋章による。第6話以降はアイマスクを被るようになる。立ち回りの際に汗でメイクが落ちてしまうため、変更された。

女戦闘員
第1話、第3話に登場。
マスクペイントにレオタード・網タイツ姿で、首と腰に赤いマフラーを巻いている。誘拐や裏工作が主な任務という設定のため、戦闘シーンはないが、手の先から毒針を発射する。本郷を拉致した時も、蜘蛛男と共に作戦に就いていた。

黒戦闘員
主に2号編で活躍。第14話 - 第52話に登場。
フルフェイスマスクを着けた戦闘員。各怪人のエンブレムを額に有しているが、第46話以降はショッカーエンブレムに統一される。力は常人の1.5倍、あるいは4.5倍。
戦闘員役を演じるのは毎回同じ大野剣友会のメンバーなので、「倒されたのになぜ生きているのか？」と疑問をもたれないよう、監督の折田至がプロレスの覆面を持ってきて「これで隠したらどうか」と提案し、導入された。一方で、美術の高橋はメイクが間に合わなくなるからとも述べている。マスクのサンプルは高橋の妻が内職として制作した。

赤戦闘員
第14話 - 第29話・第32話 - 第34話・第36話 - 第38話・第40話・第42話 - 第44話・第47話・第48話に登場。
上記のベレー帽戦闘員の赤いタイツにマスクを着けた戦闘員。怪人幹部に次ぐ黒戦闘員の指揮官。第18話辺りから1人程度しか登場しなくなったうえにアジト内でしか登場せず（第19話 - 第21話・第23話 - 第25話省く）、ゾル大佐の登場以降は登場しても戦闘には参加しなくなり、登場しない回も目立つようになった。死神博士の登場以降は、さらに登場頻度が激減する。

白戦闘員（科学者戦闘員）
劇場版『仮面ライダー対ショッカー』ほかに登場。
白覆面にマーキングが緑で、白衣を着た科学班。白衣戦闘員とも呼ばれる。ベルトをしていない。主に怪人の製造や研究を任務とし、戦闘に参加することはほんどない。第74話には、「ドクター」と呼ばれる白戦闘員が登場した。ごく希に人間に変装することのほか、アジトや秘密基地の外に出ることがある。第81話では旧白戦闘員はアジトから解放されるが、ゲルショッカーに処刑される。その際に戦闘員には珍しく素顔が登場し、普通の人間の姿も見せている。科学班の出身らしく、「機械には強い。手伝おうか」という台詞がある。

新戦闘員（骨戦闘員、黒強化戦闘員、強化黒戦闘員）
第53話 - 第80話、劇場版『仮面ライダー対ショッカー』、劇場版『仮面ライダー対じごく大使』に登場。
タイツの胸の部分に骨模様が入っている以外は黒戦闘員と変わりはないが、かなり強化されている。怪人同様普通の人間態への変身能力も有する。設定では、常人の10倍から15倍の力を持つとされる。赤戦闘員も確認されているが出番は少なく、第67話のアルプス山脈担当のみ。額のマークはショッカーの象徴である鷲を象った汎用マークに統一。棍やレイピアを武器に仮面ライダーと戦った。オートバイ部隊や火炎放射器を装備した者（第60話）も存在し、登場当初は仮面ライダーと互角の勝負を演じるほどだった。また、第55話前半など、怪人抜きで作戦を遂行していたこともある。劇中では『仮面ライダー対ショッカー』で初登場。その後、テレビ本編でも地獄大使の初登場からゲルショッカーの結成直前まで登場した。
骨模様が施された理由は夜間の場面でも映えるようにするためであり、毎日放送の石井照子の提案に基づく。

個別キャラクター
No.3
演 - 石橋雅史
『仮面ライダー』第4話に登場したベレー帽戦闘員。サラセニアンの部下として登場。植物園を訪れていた本郷猛にナイフを投げて防がれると、ジャーマンガスを出す車で逃走するが、本郷に捕縛されてしまう。最後は、サラセニアンに襲撃されて養分を吸収され、ベルトと服以外は跡形もなく消滅させられた。
影村
演 - 岩城力也
『仮面ライダー』第8話に登場した赤戦闘員。蜂女の部下として登場。「影村めがね店」の店長で、中高年くらいの男性。普段は人間の姿で暗躍しており、超音波を受信する眼鏡を販売し、それをかけた人間を操ろうとしていた。普通の人間の姿から正体を晒しだす場面がある。最後は、蜂女に命乞いするものの無能と断じられて叶わず、剣を刺されて粛清された。

### 映画『仮面ライダー THE FIRST』/『仮面ライダー THE NEXT』
『仮面ライダー THE FIRST』
ショッカーの最下層に位置し、集団での戦闘で威力を発揮する、動植物の能力を与えられず、人間能力のアップのみが図られた量産性を重視した改造人間。
常人の3倍の運動能力を持つ。胸部に肋骨をイメージした骨模様があしらわれた黒ずくめのスーツに顔が防毒マスクのようなプロテクターで覆われている。ショッカーのマークがフロントカウルに描かれた単気筒・空冷4サイクルの専用バイク・ショッカー戦闘員バイクが各自に支給され、いずれもバイクの運転に長けている。また、白衣を着た化学班に所属する戦闘には参加しない個体がある。大きなダメージを受けると、証拠隠滅のために全身が泡となって消滅するが、ダメージを受けると泡となって消滅するとともに死に至るのか、死んだ後に泡となって消滅するのかは不明。人語を話さず、「イーッ」という奇声しか発さない。
映画公式サイトなどでは「戦斗員」と表記されているが、これは旧作の放送当時、「闘」の字が簡体字である「斗」と表記されることが多かったことに基づく。しかし、『仮面ライダー図鑑』では「戦闘員」と表記されている。
- 本作品に登場するキャラクターの統一のコンセプトであった「仮面」に則ったデザインで、『サイボーグ009』のサイボーグマンをイメージしている。撮影用のガスマスクはミリタリーショップでプロデューサーの白倉自らが調達したものである。

『仮面ライダー THE NEXT』
前作と異なり、「戦闘員」と表記されている。黄色い防護服を着用した科学班員も存在しており、シザーズジャガーの指揮下でナノロボットの散布の実行に当たっている。また、ショッカーライダーも戦闘員同様に替えのきく戦闘要員として登場している。

### 平成仮面ライダーシリーズ
ショッカーが登場するほとんどの作品に登場するため、特筆性のあるものを記述する。
#大ショッカー戦闘員・#スーパーショッカー戦闘員・#ショッカー骨戦闘員（ヤミー）・#スペースショッカー戦闘員もそれぞれ参照。
『仮面ライダーオーズ/OOO』
過去に仮面ライダーによって壊滅された悪の組織という設定で、残党戦闘員の1人・千堂院が登場。千堂院の欲望から生み出された戦闘員ヤミー軍団にも、ショッカー骨戦闘員が混じっている。#ショッカー骨戦闘員（ヤミー）も参照。
千堂院
演 - 村杉蝉之介
『仮面ライダーオーズ/OOO』第27話・第28話に登場。カザリによって、戦闘員ヤミー軍団の宿主として登場。その後、欲望が変化したことでイカジャガーヤミーという別の怪人も生み出し、共にオーズと戦う事になる。しかし彼らがただのメダルに過ぎないと知ると、そんな相手にライダーを倒されるわけにはいかないと、逆にオーズに加勢して共に勝利した後「戦闘員がライダーを越える日が来るまで負けるな」と激励して去って行った。

『オーズ・電王・オールライダー レッツゴー仮面ライダー』
歴史改変の影響によってショッカーが支配した世界でショッカー警察の警察官の姿をしている個体が存在。ショッカーのマークが入ったナイフが武器。ショッカーの怪人連合の怪人軍団と共に人々を苦しめる。
『Let's Go RiderKick 2011』
ミュージックビデオに、仮面ライダー1号・仮面ライダー電王・仮面ライダーオーズとともに登場。

『平成ライダー対昭和ライダー 仮面ライダー大戦 feat.スーパー戦隊』
地下帝国バダンの戦闘員としてショッカー骨戦闘員が登場する。ショッカー骨戦闘員軍団で仮面ライダーシンと戦った。
『スーパーヒーロー大戦GP 仮面ライダー3号』
赤と黒のつなぎを着たエンジニアの骨戦闘員、白衣を着た科学者タイプの赤戦闘員、骨戦闘員をイメージしたレースクイーンが登場する。
『仮面ライダー1号』
ショッカーが、ノバショッカーと組織が分裂したことでノバショッカー戦闘員と対立。劇中では普通の人間の姿でノバショッカー戦闘員と小競り合いをする描写もある。
『仮面ライダー電王 プリティ電王とうじょう!』
骨戦闘員がイカデビルの配下として活動する。骨戦闘員の顔が描かれたハンマーが武器。

### 『お昼のショッカーさん』
ショッカー戦闘員を主人公にした漫画作品および、そこから派生したテレビアニメ作品。
小島・中島・大島
声 - 蒼井翔太（小島）・榎木淳弥（中島）・八代拓（大島）
レギュラー登場する3人。名前が付けられるのは、漫画版第9話「コードネーム」より。体型が異なるため、小・中・大と身体が小さい順にイカデビルによって名付けられた。
第2話「合体」や第37話「8人の合体技」では、イカデビルが考案した合体技（組体操の人間ピラミッド）を披露し、第43話「サソリ」では、組体操の扇を披露している。
ヒトデンジャー（大島）
第15話「ペンキ」で、ヒトデンジャーが水に弱い弱点をカバーするために用意した偽物。ただし、ショッカー戦闘員の大島をペンキで塗っただけで、ヒトデンジャー自身も「ただ赤く塗った戦闘員」と認めている。イカデビルは、この偽物をヒトデンジャーと間違えて連れていき、（ペンキで）イカデビルの手が赤くなったことを不吉と恐れていた。

GOALOUS5（ゴーラスファイブ）
長らくレギュラー3人以外のショッカー戦闘員は登場していなかったが、第36話「来る!GOALOUS5!!」にて、イカデビルが短期研修の研修員として招き入れる。通常の戦闘員と異なり、それぞれのカラーのマントを着用している。
第37話「8人の合体技」では、小島・中島・大島による合体技に、GOALOUS5（ゴーラスファイブ）の5人を加えたより協力な合体技を考案するも、危険なためイカデビルに却下された。
ゴーラスイエロー
マントの色は黄色。ゴーラスファイブのリーダー。好きな食べ物はカレーで、嫌いな食べ物はハヤシライス。
ゴーラスホワイト
マントの色は白。好きな食べ物は肉と駄菓子で、嫌いな食べ物は野菜。
ゴーラスピンク
マントの色は桃色。好きな食べ物は焼きそばパンで、嫌いな食べ物は焼きそば。
ゴーラスグリーン
マントの色は緑。好きな食べ物は魚の目玉で、嫌いな食べ物はピザ。
ゴーラスブルー
マントの色は青色。好きな食べ物はフーチャンプルー、嫌いな食べ物は特に無い。

### 舞台作品
『仮面ライダー』の舞台版となる『仮面ライダー 戦闘員日記』『仮面ライダー 戦闘員日記2』に登場（それぞれショッカー戦闘員を主人公とした作品となっている）。
戦闘員48号
演 - 山本剣
主人公。『戦闘員日記』『戦闘員日記2』に登場。『戦闘員日記』では、ドクトルGに育成される若手戦闘員として描かれている。
戦闘員15号
演 - 海老原智彦
『戦闘員日記』に登場。48号の同僚。
長老
演 - 中屋敷哲也
『戦闘員日記2』に登場。ドクトルCが管理する新潟支部の戦闘員として登場。

### テレビドラマ
『ヒーローを作った男 石ノ森章太郎物語』にて、『仮面ライダー』の撮影当時の再現シーンに唐沢寿明たちが演じるベレー帽赤戦闘員が登場する。ただし、史実を元にしたフィクション作品という位置づけからも戦う相手が旧1号ではなく新1号であるなど、実際の当時とは異なっている。

### CM
いずれもパロディ色が強い内容となっている。
リクルートB-ing
ショッカー戦闘員の心情を描いたCM。『仮面ライダー』の映像が使用されている。
日清 太麺堂々
ショッカー戦闘員が「恋愛レボリューション21」の替え歌に乗せて踊るCM。
ネオファースト生命保険
ショッカー戦闘員が二階堂ふみ演じる妻と生命保険に入るという設定のCM。

## 大ショッカー戦闘員
『仮面ライダーディケイド オールライダー対大ショッカー』
ショッカー骨戦闘員が大ショッカーの下級戦士として登場。
大ショッカー戦闘員は、ショッカー戦闘員の残党が大ショッカーによって新たな能力を加えられた者で、武器の短剣には大ショッカーの紋章が書かれている。
体が爆弾化されており、地上での集団行動のほか、足裏からの噴射でミサイルのように特攻するという人間魚雷のような戦法も見せる。また、同作ではデストロン戦闘員も大ショッカー戦闘員として登場する。
『MASKED RIDER LIVE&SHOW 〜十年祭〜』
ショッカー骨戦闘員が大ショッカーの下級戦士として登場。
見習い戦闘員ウー
声 - 森久保祥太郎
『十年祭』オリジナルキャラクター。「見習い」のゼッケンをつけたショッカーの落ちこぼれ戦闘員。ドジな性格で、地獄大使からは幾度となくクビを宣告されかけている。
戦闘員の掛け声「イーッ!」が言えず、どうしても「ウィーッ!」となってしまう。
同じく落ちこぼれのクウガと仲良くなり彼らを助けてしまったことで組織を追われ、ついには洗脳を受けて怪人ガニコウモルとなってしまうが、クウガの歌で我を取り戻し、ライオトルーパーへと転生する。

## スーパーショッカー戦闘員
『仮面ライダー×仮面ライダー W&ディケイド MOVIE大戦2010』
スーパーショッカーの下級戦士として登場。大ショッカーの戦闘員を強化改造したものとされている。

## ショッカー骨戦闘員（ヤミー）
『仮面ライダーオーズ/OOO』
演 - 近藤春菜（ハリセンボン）、箕輪はるか（ハリセンボン）など
ショッカーの残党戦闘員・千堂院の欲望から生み出されたヤミー（『仮面ライダーオーズ/OOO』の登場する怪人）として登場。同話には、ショッカー骨戦闘員のほか、デストロン戦闘員・ドグマファイター・チャップ・魔化魍忍群・ワーム（サナギ体）・レオソルジャー・マスカレイド・ドーパントもヤミーとして登場している。
上述の通り、お笑いコンビのハリセンボンが演じた赤いマフラーをした個体も登場するが、誕生直後に疲れを見せ、オーズとの戦闘は無いままとなっている。

## スペースショッカー戦闘員
『仮面ライダー×スーパー戦隊×宇宙刑事 スーパーヒーロー大戦Z』
スペースショッカーの下級戦士として登場。
初代ショッカーと同じ構成員で、スペースイカデビルの配下には骨戦闘員、スペース蜘蛛男の配下には黒戦闘員と赤戦闘員の2種類が入っている。サボテグロン配下の戦闘員は骨戦闘員を模した野球バット型の武器を使用する。

## SHOCKER下級構成員
『シン・仮面ライダー』
SHOCKERの下級構成員として登場。
SHOCKERに捕らえられた一般市民などが簡易的なオーグメンテーションを施され、洗脳されると共に肉体を常人以上にバージョンアップされた姿である（それゆえ、死亡後は他のSHOCKER関係者と同様に情報漏洩への対策から、白い泡と化して消滅する）。常にマスクと黒いシャツを着用して活動し、上級構成員による命令のもと、様々な作戦行動に従事する。女性構成員や赤いシャツを着た構成員も存在する。
- マスクは前田真宏、ハチオーグとサソリオーグの手下の頭部と衣装などは柘植伊佐夫がデザインを担当。当初は各オーグメントの意匠やエンブレム、カラーリングがマスクに施されていた。
- 肉体の強度は高くなく、バッタオーグ（仮面ライダー）に殴られると頭部がスイカのように破裂して死亡するなどの残虐描写により、映画自体がPG12指定を受けることとなった。

## 関連キャラクター
ゲルショッカー戦闘員
『仮面ライダー』に登場。その名の通り、ゲルショッカーの戦闘員で、戦力がショッカー新戦闘員の2倍とされている。詳しくはゲルショッカー#ゲルショッカー戦闘員を参照。
デストロン戦闘員
『仮面ライダーV3』に登場。その名の通り、デストロンの戦闘員。上述の通り、『オールライダー対大ショッカー』では、ショッカー戦闘員と共に、大ショッカー戦闘員として登場。詳しくは仮面ライダーV3#デストロン戦闘員を参照。
ノバショッカー戦闘員
『仮面ライダー1号』に登場。その名の通り、ノバショッカーの戦闘員。ショッカー戦闘員がアーマーを付けたようなデザイン。詳しくは仮面ライダー1号 (映画)#ノバショッカーを参照。
蚯蚓男（ミミズ男）
『仮面ライダー 1971-1973』に登場。テレビシリーズ『仮面ライダー』に登場するものとは別のキャラクターで、『仮面ライダー 1972』におけるショッカーの戦闘員として登場。
大蟻男（オオアリ男）
『仮面ライダー 1971-1973』に登場。『仮面ライダー 1973』におけるショッカーの戦闘員として登場。
ショッカーライダー
『仮面ライダー THE NEXT』では、替えがきく戦闘員のような存在として登場する。詳しくはショッカーライダーを参照。
アントロード
『劇場版 仮面ライダーアギト PROJECT G4』に登場。
フォルミカ・ペデス、フォルミカ・エクエスは、それぞれ、ショッカー黒戦闘員とショッカー赤戦闘員を意識してデザインされている。詳しくは劇場版 仮面ライダーアギト PROJECT G4#アントロードを参照。
紅狐
『劇場版 仮面ライダー響鬼と7人の戦鬼』に登場。
赤戦闘員をイメージしたデザインとなっている。
トリロバイトマギア
『仮面ライダーゼロワン』に登場。
ショッカー戦闘員のオマージュとなっている。
仮面ライダーセンチュリー
『仮面ライダー ビヨンド・ジェネレーションズ』に登場。
デザインがショッカー戦闘員のオマージュとなっている。